# Сычёв, Сергей Александрович
Серге́й Алекса́ндрович Сычёв (род. 28 марта 1960 года в селе Вожегодского района Вологодская область, РСФСР) — российский промышленник и государственный деятель, председатель Правительства Самарской области (2004—2007 год), главный федеральный инспектор по Самарской области (2007—2012 год), основной акционер ОАО «АвтоВАЗагрегат» (2000—2011 год). С 2013 года постоянно проживает в Москве.

## Биография
С 1974 по1991 годы был членом комсомола ВЛКСМ.
Трудовую деятельность начал фрезеровщиком на ПО «Порховском релейном заводе» в г. Порхов Псковской области.
В 1978 году призван в ряды вооружённых сил Советской Армии, обязательную воинскую службу проходил в ГДР.
В 1986 году окончил юридический факультет Ленинградского государственного университета.
С 1987 — по распределению райкома Комсомола направлен следователем в Новгородскую транспортную прокуратуру.
В 1989 году переезжает в г. Тольятти и работает юристом в кооперативах «Товарищ» и «Кузовщик», специализировавшихся на перепродаже автозапчастей, Во время работы в этих кооперативах Сычёва дважды задерживали и брали под стражу сотрудники ОБХСС по делу хищения автозапчастей с завода АвтоВАЗ.
В 1991 году при поддержке главы торгового дома «ADA» Павла Алёшкина организовал и возглавил АО «Лада-Интер-Сервис» (ЛИС), специализировавшееся по перепродаже автомобилей ВАЗ. К 2000 году компания выросла в группу компаний, объединив в себе активы, ОАО АвтоВАЗагрегат, Тольяттинский спиртзавод, ликероводочный завод «ТАЛКО», завод минеральных вод ООО «Октябрь» (г. Есентуки), и ресторан «Мишка» → (ныне «Парутчик Галицынъ»), для охраны собственности группы был создан ЧОП «Кондор». В 2005 группа ЛИС продала свои активы группе СОК, кроме ресторана и «АвтоВАЗагрегат».
В 1994—1996 годах депутат Тольяттинской городской думы 1-го созыва.
В 2000—2004 годах генеральный директор ОАО «АвтоВАЗагрегат».
В ходе производственной деятельности на посту генерального директора ОАО «АвтоВАЗагрегат» познакомился с руководителем администрации президента РФ Дмитрием Медведевым с которым в юности окончил общий юридический факультет Ленинградского государственного университета.
В 2004—2007 годах председатель Правительства Самарской области
В 2004—2006 годах секретарь Самарского регионального отделения партии Единая Россия — на посту главы реготделения, инициировал исключение и дальнейшую отставку главы тольяттинского отделения, предпринимателя Владимира Кожухова, который находился в судебных и политических противостояниях с акционерами ЗАО телефонной интернет компанией АИСТ, соучредителями которой являлись бывшие топ-менеджеры торгового дома «АДА» Жилкин, Алёшкин, Борисов, Липатников, Ягутян → оказывавшие в начале 90-х поддержку в развитии Группы ЛИС Сергея Сычёва.
В 2007—2012 годах главный федеральный инспектор по Самарской области аппарата полномочного представителя Президента Российской Федерации в Приволжском Федеральном округе, сменив на этом посту Андрея Когтева.
В 2013—2016 год первый заместитель руководителя «Агентства по управлению и использованию памятников истории и культуры» Министерства культуры Российской Федерации. Действительный государственный советник Российской Федерации 3 класса

## Личная жизнь
Женат, супруга, Сычёва Инна Львовна (род. 1964) ранее владела фитнес-клубом «Реноме» на улице Фрунзе 35 и продовольственным рынком «Приморский» (ООО «Эксперт-М») по пр-ту Ст. Разина 97 в Тольятти. После переезда с мужем в Москву, клуб закрыла, рынок был продан супермаркету Мегастрой. Сын Роман (род. 1987), дочь Дарья (род. 1994).